# Viện Hàn lâm Nghệ thuật Điện ảnh và Truyền hình Anh Quốc
The British Academy of Film and Television Arts (BAFTA) - Viện Hàn lâm Nghệ thuật Điện ảnh và Truyền hình Anh Quốc là một tổ chức từ thiện độc lập được thành lập năm 1947 ở Vương quốc Anh nhằm "hỗ trợ, thúc đẩy và phát triển các hình thức nghệ thuật của hình ảnh chuyển động - phim, truyền hình và trò chơi video - bằng cách xác định và khen thưởng sự xuất sắc, truyền cảm hứng cho các học viên và mang lại lợi ích cho công chúng". Ngoài các lễ trao giải BAFTA hàng năm, BAFTA còn có một chương trình quốc tế về các sự kiện và sáng kiến học tập mang đến khả năng tiếp cận tài năng thông qua các hội thảo, lớp học, học bổng, bài giảng và chương trình cố vấn tại Vương quốc Anh và Hoa Kỳ.
Đây là tổ chức uy tín nhất ở Anh tổ chức trao giải thưởng cho phim, truyền hình, thủ thuật truyền hình (television craft) trò chơi điện tử và các thể loại hoạt hình. Giải này được xem như "tiền Oscar" và trên thực tế luôn là căn cứ quan trọng cho việc chấm và trao giải Oscar hàng năm.

## Lịch sử
BAFTA khởi đầu là Học viện Điện ảnh Anh (British Film Academy), được thành lập năm 1947 bởi một nhóm đạo diễn David Lean, Alexander Korda, Roger Manvell, Laurence Olivier, Emeric Pressburger, Michael Powell, Michael Balcon, Carol Reed, và các nhân vật chính khác của nền công nghiệp phim Anh.
Đây là một tổ chức thành viên bao gồm khoảng 7.500 cá nhân trên toàn thế giới là những người sáng tạo và chuyên gia làm việc và đóng góp cho ngành công nghiệp điện ảnh, truyền hình và trò chơi ở Anh. Vào năm 2005, viện đã đặt giới hạn tổng thể cho thành viên bỏ phiếu trên toàn thế giới "hiện ở mức xấp xỉ 6.500".
BAFTA không nhận được bất kỳ khoản tài trợ nào từ chính phủ: mà dựa vào thu nhập từ thành viên đăng ký, quyên góp cá nhân, các quỹ, các công ty có quan hệ đối tác để hỗ trợ công việc tiếp cận công chúng của mình.
BAFTA có văn phòng tại Scotland và Wales ở Anh, ở Los Angeles và New York ở Hoa Kỳ và điều hành các sự kiện ở Hồng Kông và Trung Quốc đại lục.
Amanda Berry OBE là giám đốc điều hành của tổ chức này từ tháng 12 năm 2000.